# Reseda alopecuros
Reseda alopecuros är en resedaväxtart som beskrevs av Pierre Edmond Boissier. Reseda alopecuros ingår i släktet resedor, och familjen resedaväxter. Inga underarter finns listade i Catalogue of Life.